# Columnas basálticas

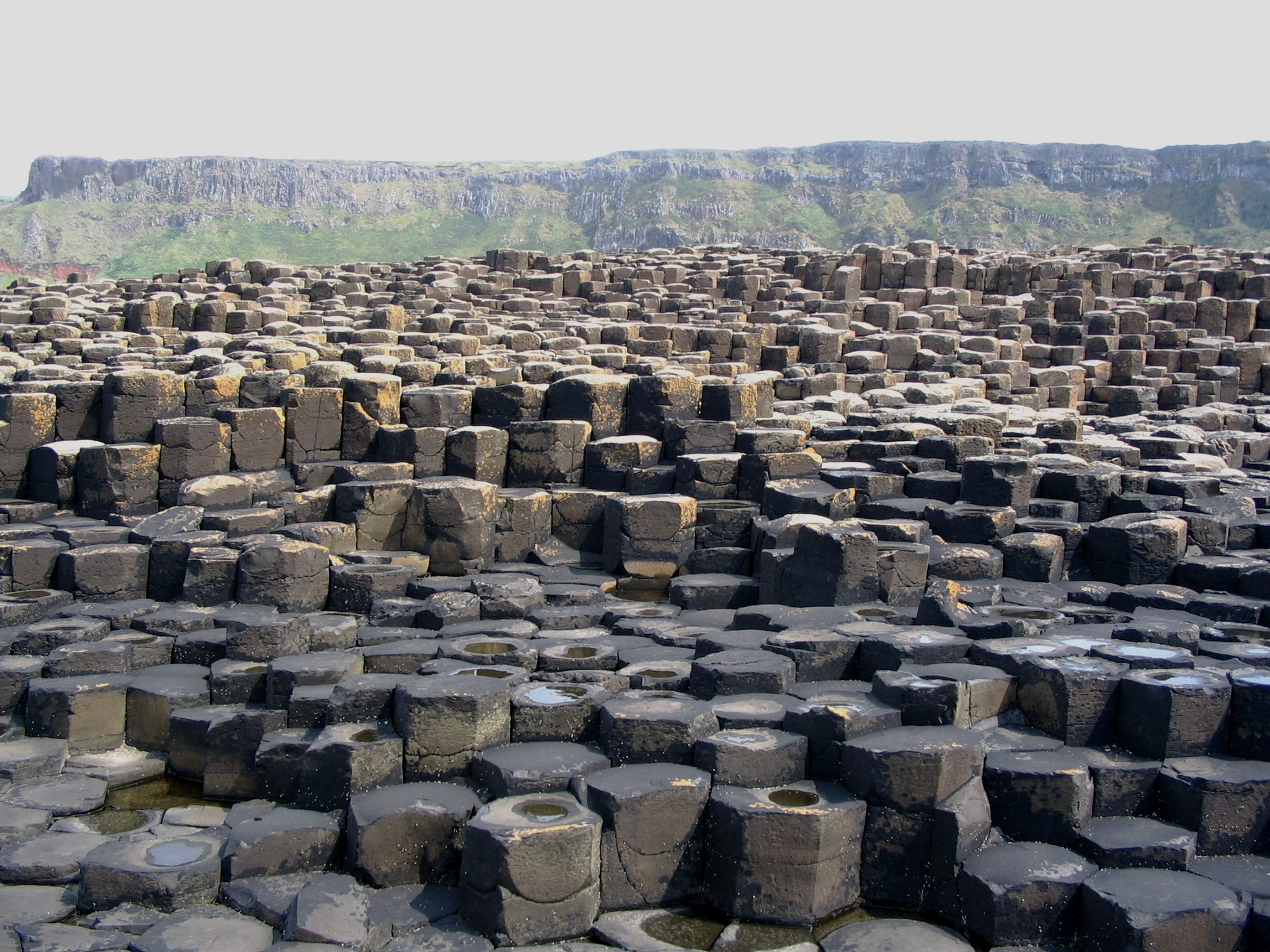
Columnas hexagonales de basalto en la Calzada del Gigante, condado de Antrim, Irlanda del Norte.

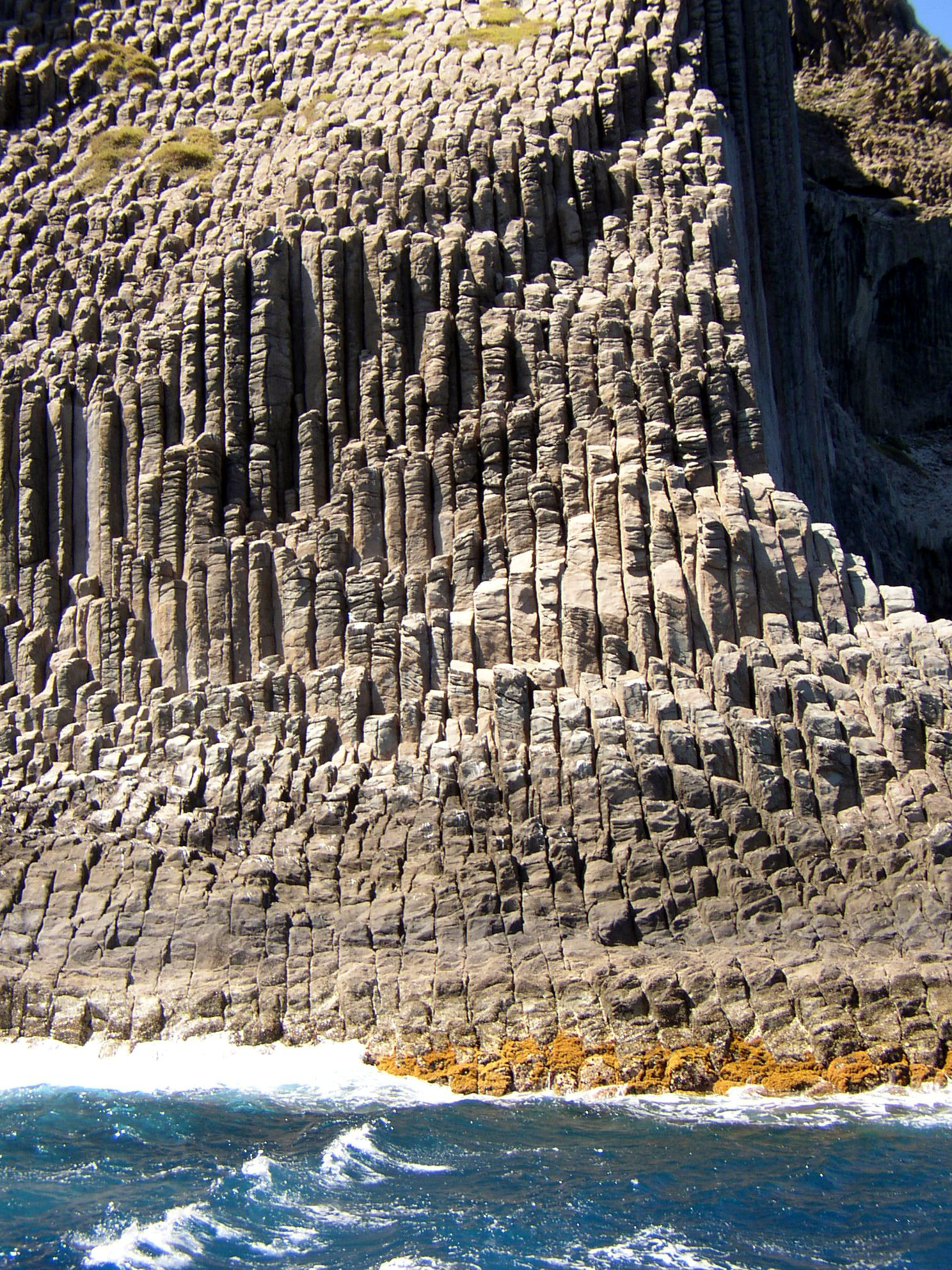
Los Órganos, en la isla de La Gomera, España.

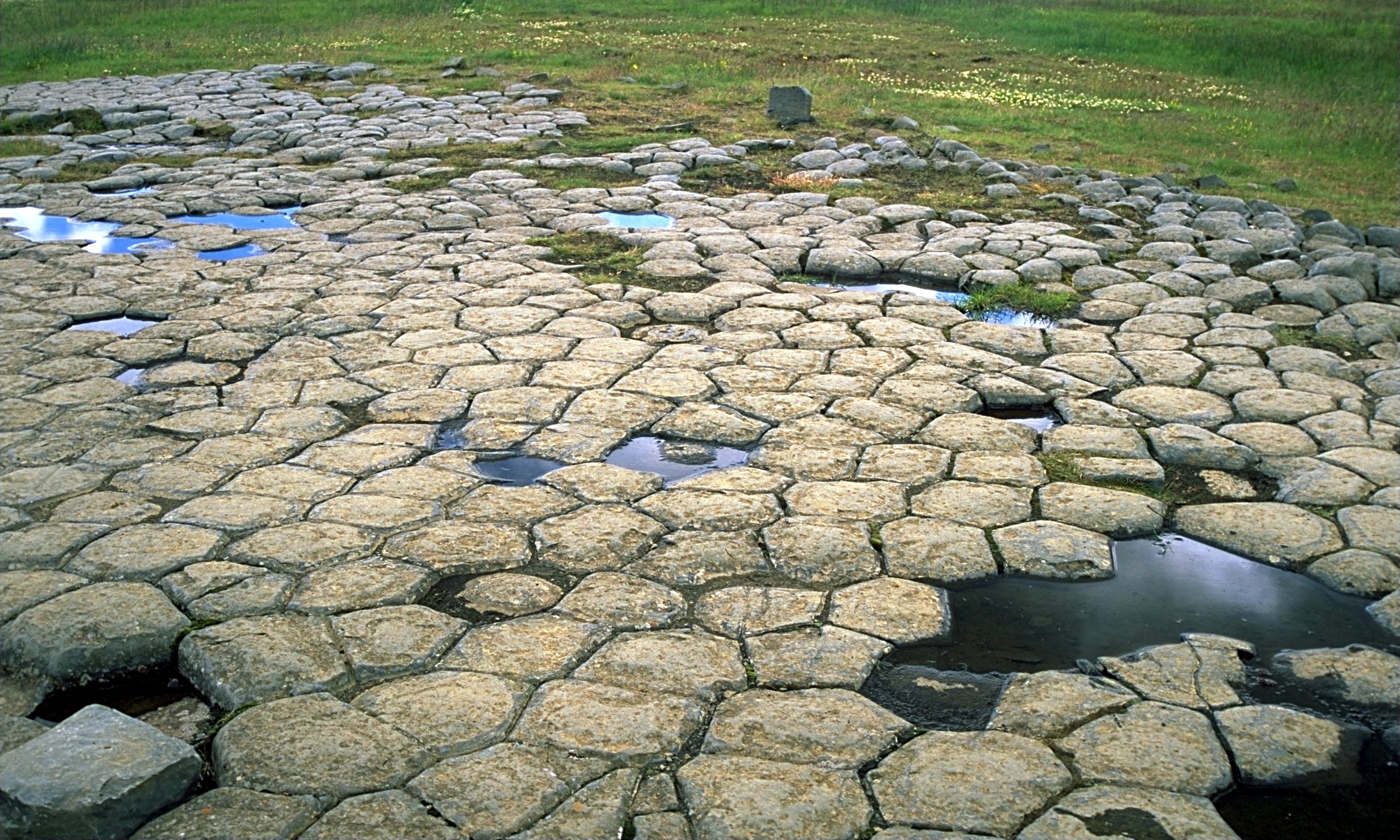
Basaltos con algunas formas pentagonales en Devergasteinn, cerca de Kirkjubæjarklaustur, en el sur de Islandia.

Las columnas basálticas (o columnata basáltica u órganos basálticos) son formaciones regulares de pilares más o menos verticales con muchas curvas, con forma de prismas poligonales (predominando los hexagonales), que se forman por fractura progresiva de la roca durante el enfriamiento relativamente lento de lava basáltica en algunas coladas, en chimeneas volcánicas o en calderas que no llegan a desbordarse o vaciarse repentinamente, por lo que su enfriamiento sucede in situ. Estas grietas son un caso especial de diaclasado denominado disyunción columnar. Además de en basaltos, se puede formar también disyunción columnar, aunque de manera menos frecuente, sobre otras rocas volcánicas procedentes del enfriamiento de lavas de diferente composición química, como andesitas, dacitas y riolitas.

## Geología
El basalto es el tipo de roca magmática de ocurrencia más frecuente. El 64,7% de las rocas que conforman la corteza terrestre son ígneas y de este porcentaje, los basaltos y gabros representan el 42,5%. El magma basáltico correspondiente desempeña además un papel esencial en la formación de otros tipos de roca.
La formación de estas columnas se produce porque la lava basáltica, al enfriarse, se solidifica, pero disminuyendo su volumen, de modo que se cuartea en forma de prismas de distintos tipos (generalmente hexagonales), formando unos conjuntos característicos en muchos relieves volcánicos. El tamaño de las columnas viene determinado por la velocidad de enfriamiento, siendo las más grandes producto de tiempos de enfriamiento más largos. Aunque la mayoría de las columnas basálticas son prismas hexagonales, pueden encontrarse formas prismáticas de cuatro a ocho lados.
También se puede producir disyunción columnar en diques intrusivos de tipo sill, como puede verse nítidamente en varios lugares de la isla de La Palma. En la gruta de Fingal se pueden ver las columnatas basálticas de una colada de lava intercalada entre otras dos coladas volcánicas que se produjeron en épocas diferentes y cuyas características distintas ayudaron a mantener sepultada a la lava mucho más caliente y líquida por lo que su enfriamiento fue muy lento, lo cual determinó que se produjeran estas columnas volcánicas.

## Sitios con destacadas columnas basálticas

### Europa

#### Alemania
- Baden-Wurtemberg

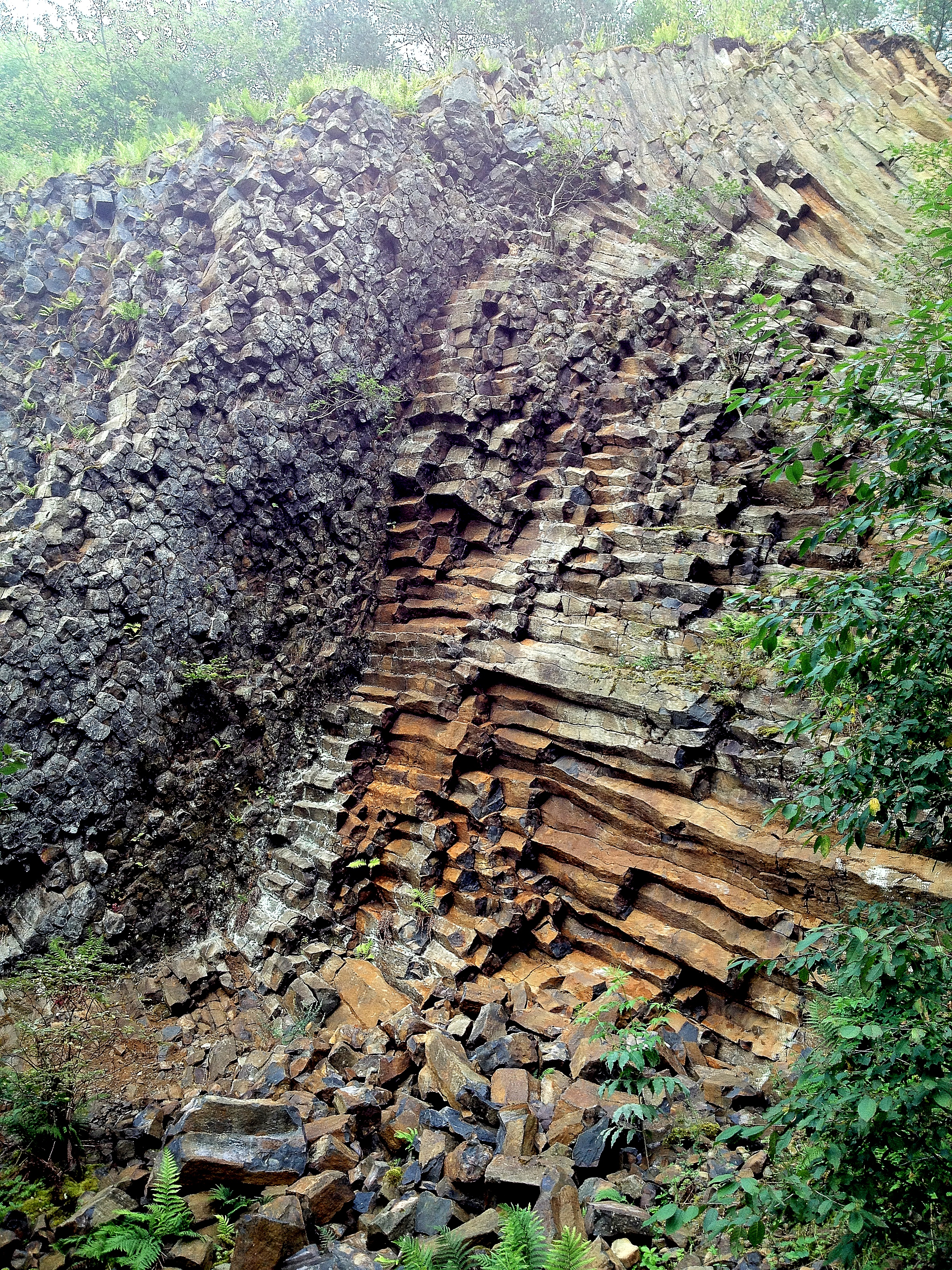
Columnas basálticas en Rhön, Norte de Baviera, Alemania

  - Jura de Suabia, cerca del volcán suabo (Schwäbischer Vulkan)
  - Hegau
  - Odenwald, Katzenbuckel (donde se encuentra también basanita)
- Baviera
  - Gangolfsberg
  - Kemnather Talkessel
  - Steinwald, parte norte
  - Parkstein
  - Rhön, norte de Baviera
  - Stoppelsberg
- Hesse
  - Vogelsberg - el mayor macizo basáltico de Europa central
  - Hoher Meissner
- Baja Sajonia
  - Hoher Hagen, sur de la Basse-Saxe
- Sajonia
  - Scheibenberg en los montes Metálicos occidentales
  - Bärenstein en los montes Metálicos occidentales
  - Pöhlberg en los montes Metálicos occidentales
  - Geisingberg en los montes Metálicos orientales
  - Wilisch (montaña) en los montes Metálicos orientales
  - El Burgberg de Stolpen en el Elbsandsteingebirge
  - Lausitzer Bergland
    - Landeskrone
    - Löbauer Berg
    - Kottmar
- Westerwald
  - Región de Bad Marienberg: el Basaltpark y Stöffel-Park
- Vulkaneifel
- Siebengebirge
- Sarre
  - Hellerberg Freisen
- Linz am Rhein, Mendig, Mayen, Rhineland-Palatinate

#### España

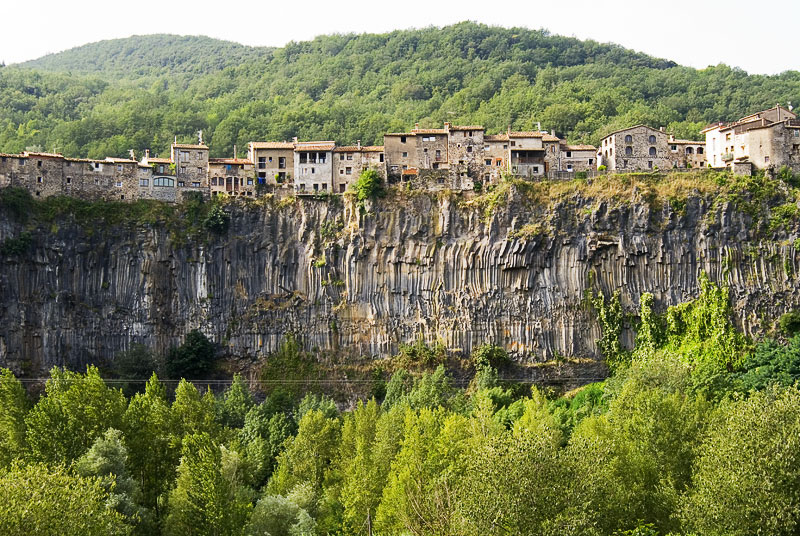
Castellfullit de la Roca, provincia de Gerona, España), población establecida sobre antiguas coladas basálticas del Pleistoceno medio con disyunción columnar.

- Los Órganos, en la isla de La Gomera.
- Litoral de la Isla de El Hierro
- Piedra de la Rosa, isla de Tenerife, provincia de Santa Cruz de Tenerife, situada en el kilómetro 22,4 de la Carretera TF-21 (dirección La Orotava-Teide). Bloques geométricos en disyunción columnar radial de basalto forman una curiosa «flor de piedra».
- La Rapadura, en la isla de Tenerife, en el Paisaje protegido Costa de Acentejo, en el Norte de Tenerife, en el municipio de Santa Ursula.[7]
- Castellfullit de la Roca (provincia de Gerona, Cataluña), donde pueden verse numerosas columnas basálticas.
- Fruiz, provincia de Vizcaya, País Vasco[8]

#### Francia
- Macizo Central
- La ciudad de Agda

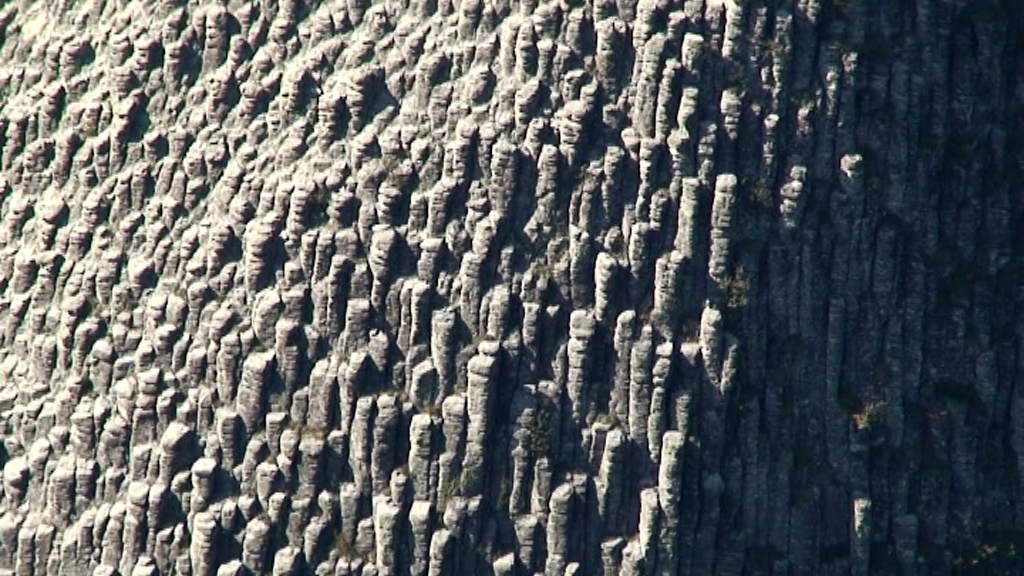
Órganos de la Roche Tuilière (macizo de Sancy, Auvernia)

- Cascada du Ray-Pic, departamento de Ardèche,
- Órganos de Espaly-Saint-Marcel, Alto Loira
- Córcega, Scandola
- Órganos de Bort, departamento de Corrèze
- El volcán de Montpeloux o los órganos del monte Redon, Puy-de-Dôme
- Saint-Flour (Cantal), en del departamento de Cantal, Auvernia

#### Hungría
- Celldömölk

#### Islandia
- Aldeyjarfoss, Þingeyjarsveit
- Dverghamrar, Kirkjubæjarklaustur
- Hljóðaklettar, Jökulsárgljúfur
- Jokulsargljufur
- Kálfshamarsvík, Austur-Húnavatnssýsla
- Kirkjugólf
- Litlanesfoss
- Reynisfjara
- Reynisdrangar, Vík í Mýrdal
- Svartifoss, Skaftafell National Park

#### Italia
- Aci Castello, lava del Etna
- Gargantas del río Alcantara, Sicilia
- Islas Cyclopean, Sicilia

#### Reino Unido
- Staffa (isla de Escocia)
- Gruta de Fingal (Escocia)

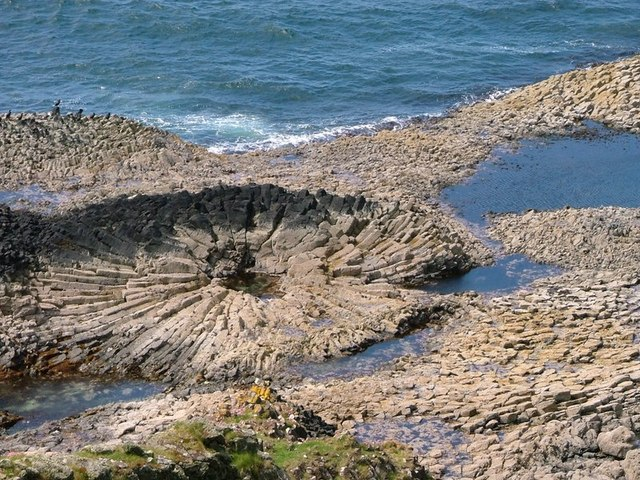
Disyunción columnar radial en la Isla de Mull, Escocia

- Calzada del Gigante (Giant's Causeway), Irlanda de Norte
- Islas de Canna, Eigg y Muck (Escocia)
- parte norte de la Isla de Skye (Escocia)
- Isla de Mull y la cercana playa de Morvern (Escocia)
- Samson's ribs (Escocia)
- Ulva (Escocia)

#### República checa
- Böhmisches Mittelgebirge (České středohoří)
- Lausitzer Gebirge (Luzicke hory)
- Duppauer Gebirge (Doupovske hory)
- Reserva natural de Ryžovna
- Panská Skála[9]

Otros

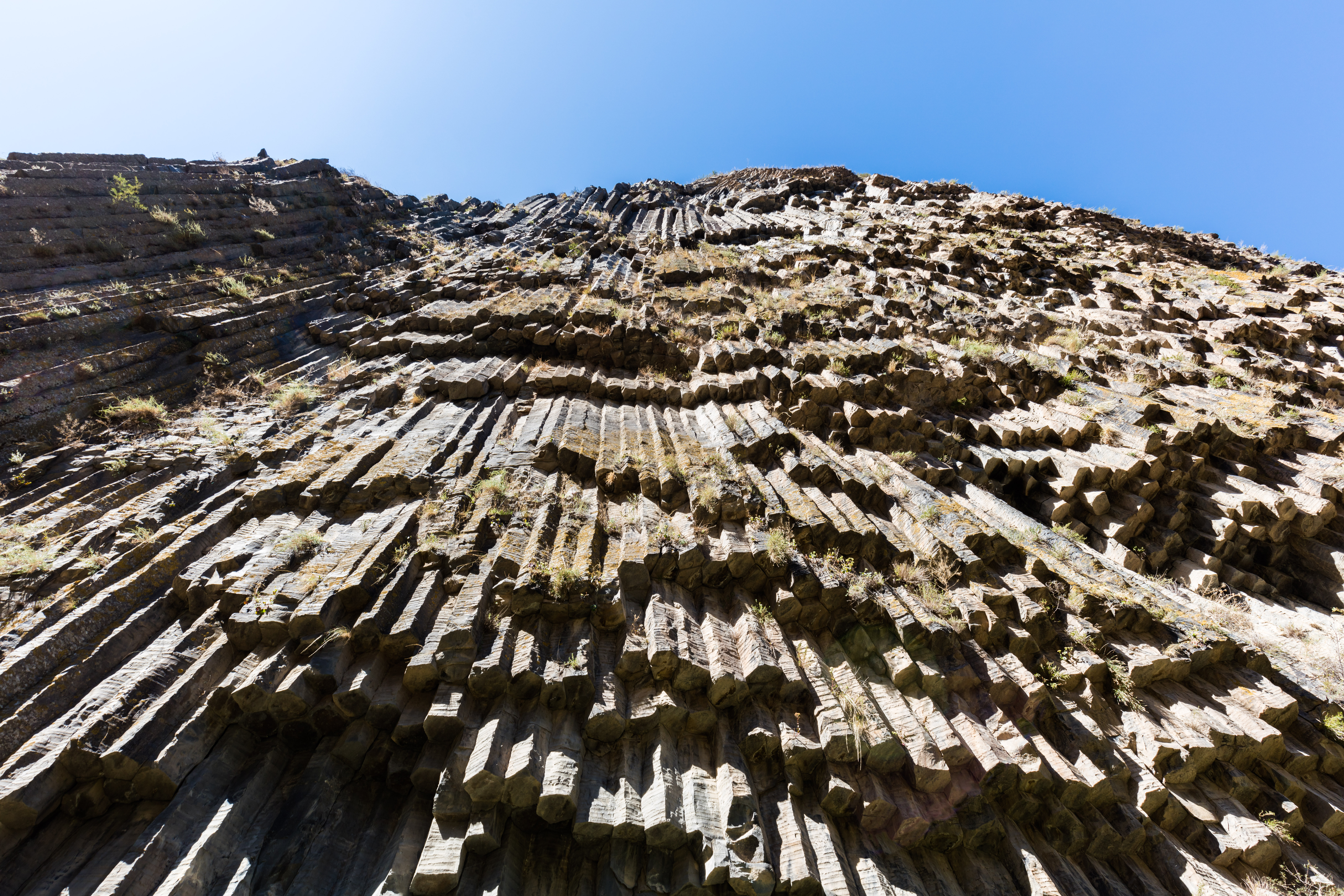
«Sinfonía de Rocas», valle de Garni, Armenia

- Cerca de la catedral Saint Sarkis, Ereván, Armenia
- Garganta Garni, cerca de Ereván, Armenia
- Acantilados de Rocha dos Bordões, Flores, Azores
- Thunderstruck Rocks (Detunatele), Rumania

### África

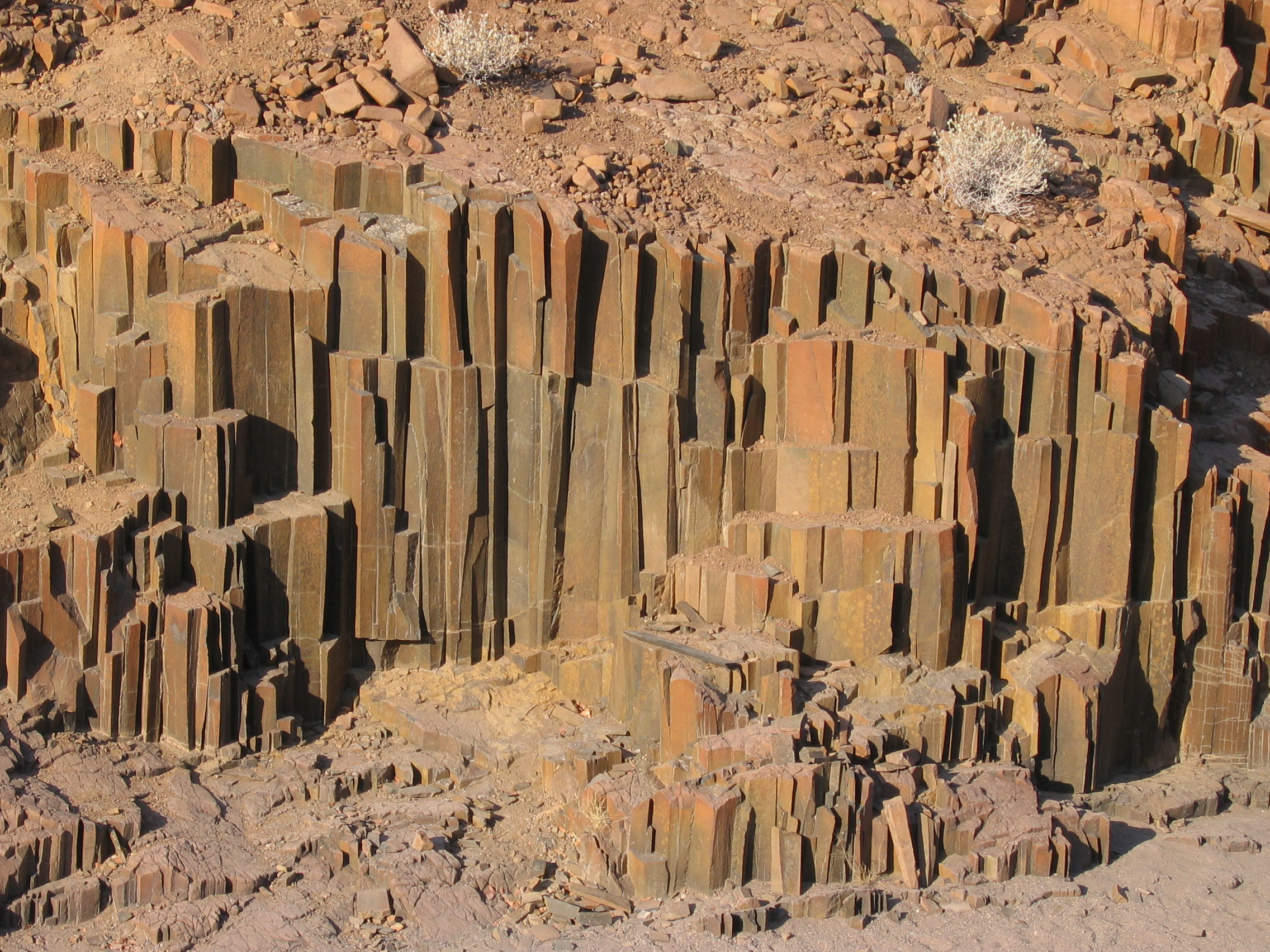
órganos del Damaraland (Namibia)

- Los Órganos, en la isla de La Gomera, islas Canarias
- Costa norte de la isla de Madeira
- Bugarama en Rusizi, Ruanda
- "Organ Pipes", cerca de Twyfelfontein, Namibia
- Cascada Rochester, Isla Mauricio
- Piton de la Fournaise, en La Réunion
- Bassin La Paix en Saint-Benoît de La Réunion
- Numan, Nigeria

### Asia
China PR

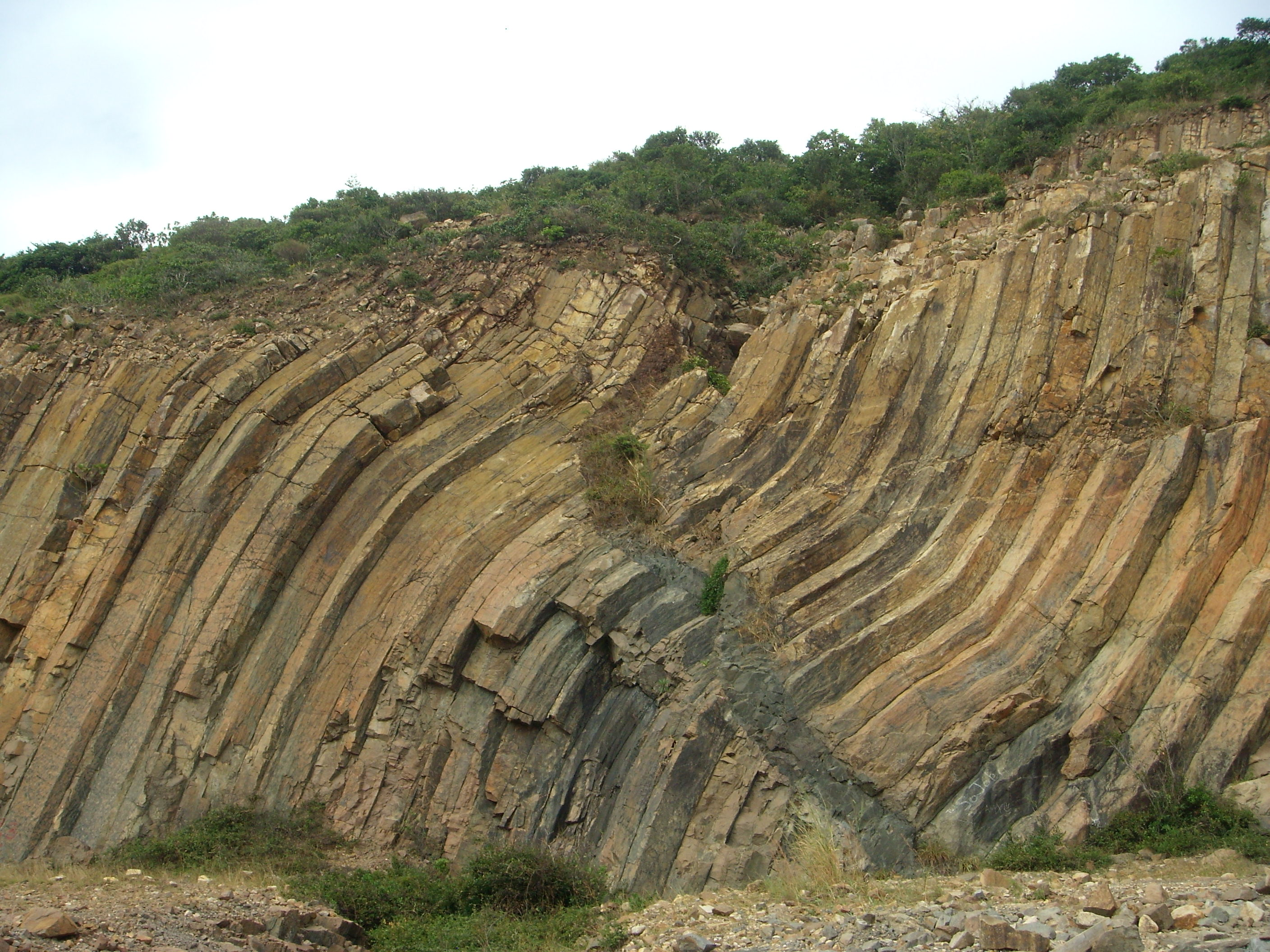
Columnas basálticas en forma de S en el embalse de la Isla Alta de Hong Kong

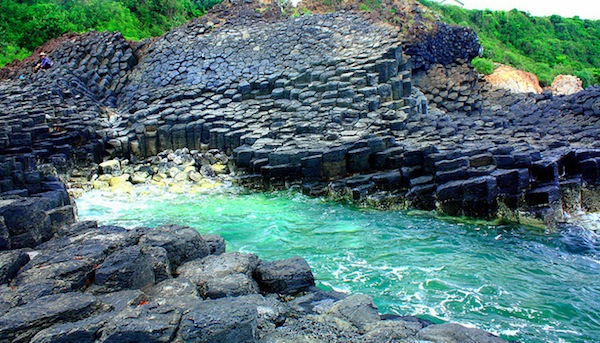
Los acantilados de Stone Plates (Ghềnh Đá Dĩa) cerca de la ciudad de Tuy Hoa, provincia de Phu Yen, Vietnam

- Colunas basñalticas de Heiyuhe, Xianrenqiao, ríos Longchuan y Pez Negro, Tengchong, China
- Área de la Fo Shek Chau o «isla Basalto», Hong Kong; incluida la zona del embalse de Leung Shuen Wan Chau o «isla Alta», RAE de Hong Kong, China; aunque las del embalse de isla Alta no son de basalto sino formadas en un tipo de lava porfiroclástica ácida de riolita y dacita, ricas en feldespato potásico y fenocristales de cuarzo.

India
- Islas Santa María, Malpe, Karnataka
- Gilbert Hill, Andheri, Mumbai

Otros
- Tongpan Basalt (桶盤玄武岩石柱), isla Tongpan e isla Hujing (isla Table, 虎井屿), islas Penghu, República de China
- Cabo Stolbchatiy, islas Kuriles, Rusia
- Piscina hexágonal, Altos del Golán
- Jusangjeolli, Seogwipo, isla de Jeju, Corea del Sur
- Mon Hin Kong (en tailandés: ม่อนหินกอง), en un área montañosa de la cordillera Phi Pan Nam, cerca de Na Phun, distrito Wang Chin, provincia de Phrae, Tailandia[10]
- Garganta de Takachiho-kyo, Takachiho, prefectura de Miyazaki, Japón
- El acantilado de Stone Plates (en vietnamita: Ghềnh Đá Dĩa), uno de los lugares más hermosos de la provincia de Phu Yen, Vietnam[11]
- Sitio de Tsonjiyn chuluu, cerca de Delgereh, Mongolia

### América del Norte
Canadá
- North Mountain, Nueva Escocia

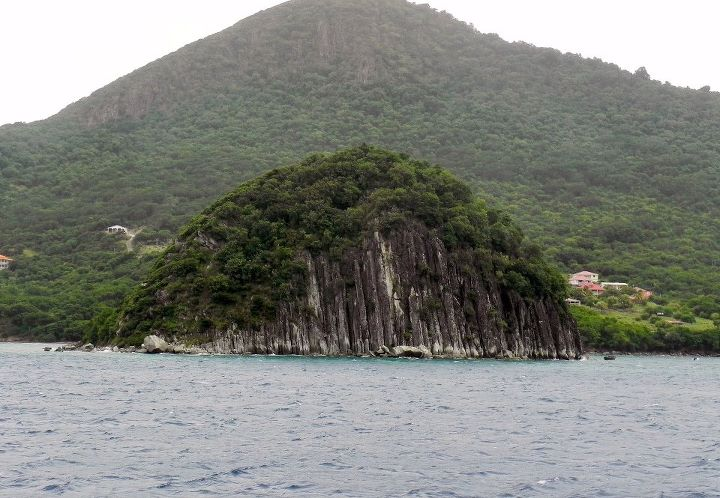
Columnas basálticas en Pain de sucre en islas Les Saintes (Antillas francesas)

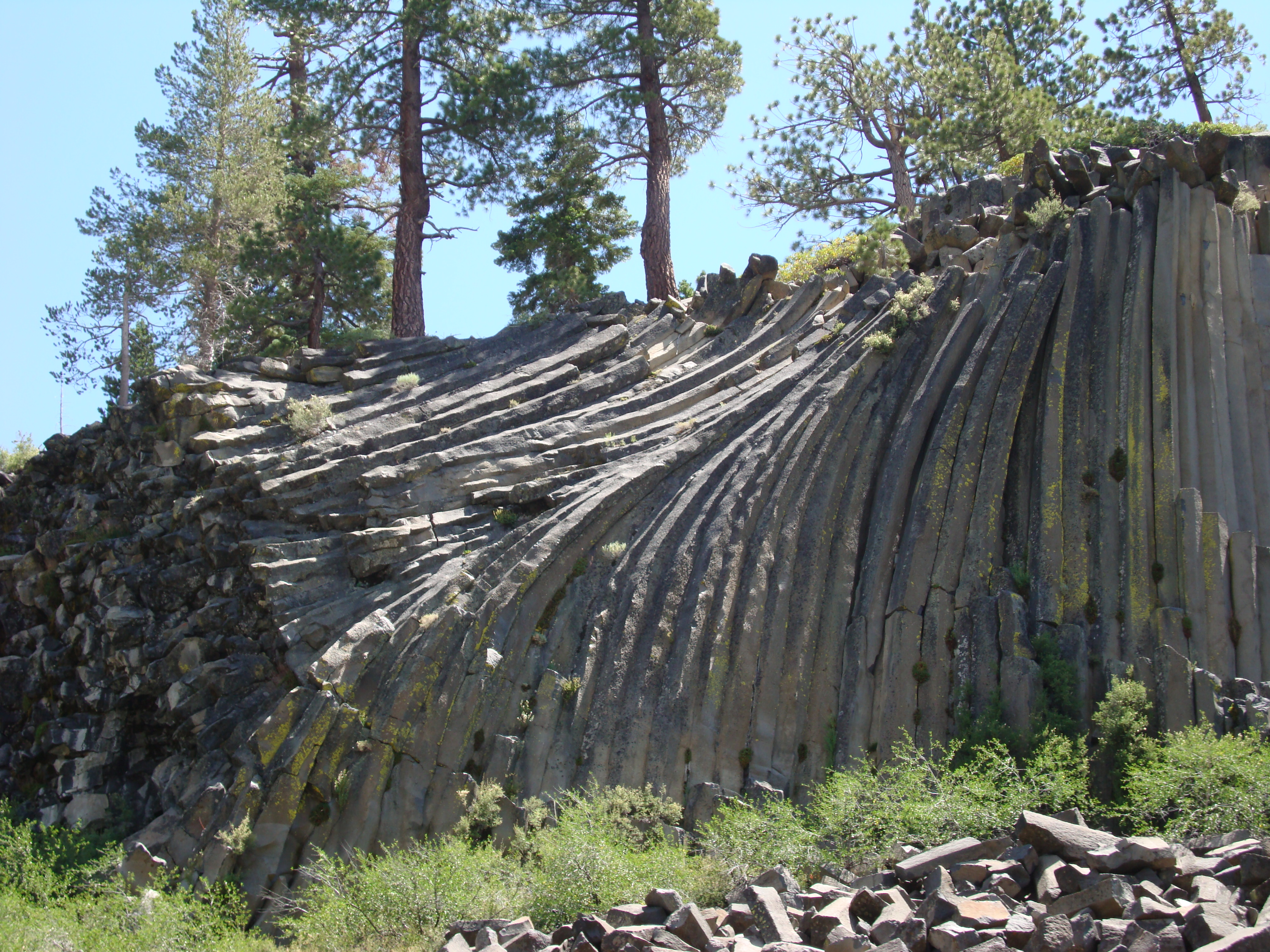
Columnas basálticas en Devil's Postpile, California

- Montaña Cardiff, meseta Chilcotin, Columbia Británica
- Complejo volcánico del monte Edziza, Columbia Británica
- Kelowna, Columbia Británica (Monte Boucherie, Spion Kopje)
- Rouyn-Noranda, Quebec

Estados Unidos
- Devil's Postpile, California
- Devils Tower, Wyoming
- Acantilado Sheepeater, parque nacional de Yellowstone
- Meseta del Columbia, Washington
- Río Columbia, Washington/Oregón
- Whatcom County, Washington[12]
- La cara este de las cordillera de las Cascadas, la parte de Oregón
- Montaña Turtleback, Moultonborough, New Hampshire

México
- Prismas basálticos de Santa María Regla, Huasca de Ocampo, estado de Hidalgo
- Salto de San Antón, Cuernavaca, Morelos
- Prismas basálticos de Tlaixpan, Texcoco
- Edificio del tío Sune, Cotija de la Paz, Michoacán
- Prismas basálticos de la barranca de Chichiquila, Puebla
- Prismas basálticos de la zona arqueológica Cerro del Mogote en Santiago Juxtlahuaca, Oaxaca

### América Central
- Suchitoto, Departamento de Cuscatlán (El Salvador)
- La Libertad, Departamento de La Libertad (El Salvador)
- Los Ladrillos o el Gunko, (Bajo Mono, Distrito de Boquete, Provincia de Chiriqui, Panamá)
- Amatitlán), Amatitlán, Departamento de Guatemala (Guatemala,)

Caribe
- Pain de sucre, islas Les Saintes (Antillas francesas)
- Basálticas de San Ramón Alajuela, Costa Rica

### América del Sur

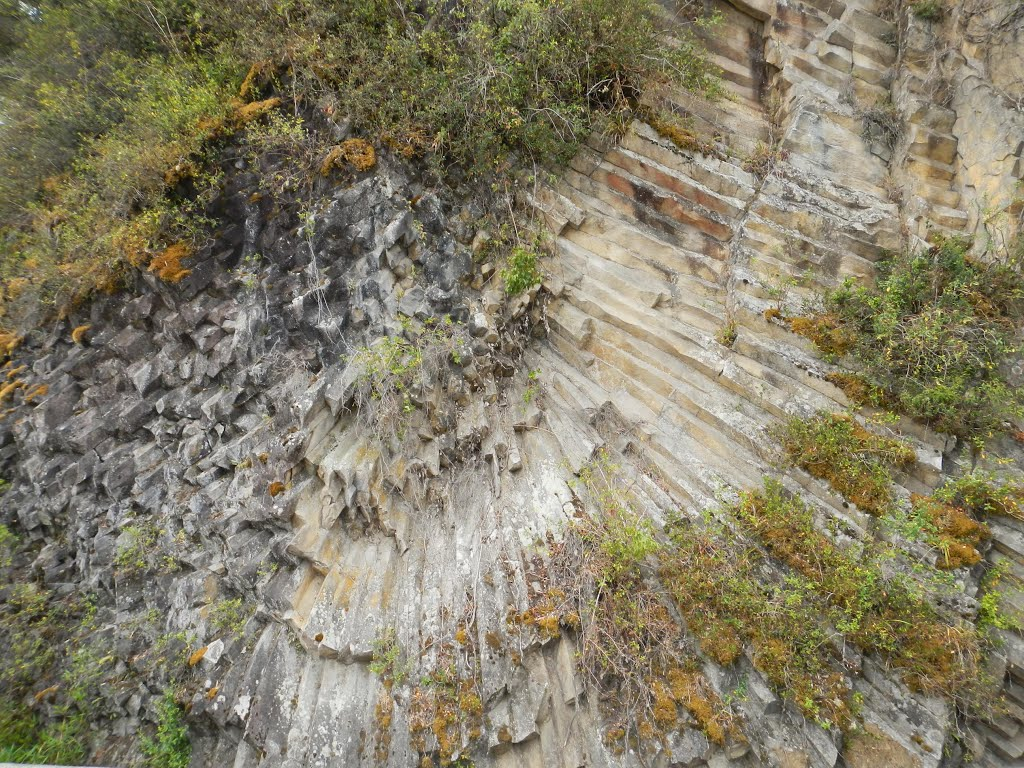
Disyunción columnar radial basáltica. Camino de Ensenada a Las Cascadas, Región de Los Lagos, Chile.

- Los Ladrillos, Boquete, provincia de Chiriquí, Panamá.
- Ancud Volcanic Complex, Chile
- Cunco, Garganta del brujo, Chile[13]
- Volcán Mocho-Choshuenco, Chile[cita requerida]
- Curacautín, sector Piedra Peinada, Chile
- Curacautín, Salto de la Princesa, Chile
- Cerro Santa Lucía, en el centro de Santiago de Chile.[14]
- Roca del Abanico, Ensenada, Región de Los Lagos, Chile
- Saltos del Riñinahue, tras la cascada, Región de Los Lagos, Chile.
- Caviahue, provincia de Neuquén , Argentina.
- Casabianca, Tolima, Colombia.[15]
- Cerro Kõi de Areguá, Paraguay.
- Tacuarembó, Uruguay.

Existen también en la zona de Araucanía Andina, Chile y en la Región Metropolitana en cerros como el San Cristóbal y Santa Lucía.

### Oceanía
Australia
- Punta Fingal, cerca de Coolangatta, Nueva Gales del Sur
- Mount Scoria Conservation Park, Thangool, Queensland[16]
- Narooma Basalt, Narooma, ueva Gales del Sur
- Parque nacional Tubos de Órgano, Victoria

Estados Federados de Micronesia
- Pwisehn Malek, Pohnpei[17]

Nueva Zelanda
- Blackhead and nearby Second Beach, Dunedin[18]
- Islas Chatham, Nueva Zelanda
- The Organ Pipes, monte Cargill, Dunedin[19]

## Enlaces
- Wikimedia Commons alberga una categoría multimedia sobre Columnas basálticas.

- Datos: Q6633995
- Multimedia: Columnar basalts / Q6633995